# 佐田豊
佐田 豊（、1911年〈明治44年〉3月30日 - 2017年〈平成29年〉7月）は、日本の元俳優。東京府東京市本郷区千駄木生まれ。本名同じ。旧芸名・別名は佐田 豊二、佐田 豊彦。

## 人物・来歴
1928年、旧制京北中学校を卒業後、高松プロに入社。その後J.O.スタヂオの演技部に所属。当初は監督志望であったが、すぐに俳優へ転身し河合・大都映画の作品に多数出演する。
第二次世界大戦中は移動劇団にて活動し、映画では松竹作品に出演記録がある。
戦後は東宝と専属契約を結び成瀬巳喜男監督作品や特撮映画など数多くの作品に出演。中でも黒澤明監督『天国と地獄』での子供を誘拐される運転手・青木役が有名であり、佐田自身も最も好きな役だと語っている。
1970年に専属制度が崩壊した後はテレビドラマに数本出演、俳優を引退している。
後輩の加藤茂雄によると、2010年時点では存命で、かつての東宝専属俳優の中でも最長老の人物である。
2017年7月、死去。106歳没。
実家は美容室で、自身を「髪結いの亭主」と称していた。

## おもな出演作品

### 映画
- 怪談両国花火供養（1932年） - 桜川新孝
- 港の殺人事件（1932年） - メリケンの松公
- 陽気な春（1933年） - 山本権三課長
- 泣き笑ひ天国（1934年） - 三太郎
- 若い娘たち（1951年）- 学生田中
- 次郎長三国志
  - 次郎長三国志第三部 次郎長と石松（1953年）- 博打場の客、職人
  - 次郎長三国志 第八部 海道一の暴れん坊（1954年）- 女郎屋の男衆
  - 次郎長三国志 第九部 荒神山（1954年）- 荒神山の百姓
- 白魚（1953年）- 自転車の男
- 太平洋の鷲（1953年） - 通信指揮所士官[7]
- ゴジラシリーズ
  - ゴジラ（1954年） - 対策本部員[3][4][注釈 3]
  - モスラ対ゴジラ（1964年） - 老校長[7][4]
  - ゴジラ・エビラ・モスラ 南海の大決闘（1966年） - 村人[7][4]
  - 怪獣総進撃（1968年） - 巡査[7][4]
  - ゴジラ・ミニラ・ガバラ オール怪獣大進撃（1969年） - 平さん（連結手）[7][4]
- 女性に関する十二章（1954年） - 新聞記者
- 宮本武蔵（1954年）- 兵卒
  - 宮本武蔵 完結篇 決闘巌流島（1956年）- 小幡勘兵衛の門弟、法典ヵ原の百姓
- 透明人間（1954年） - サンドイッチマン[8]、都電の乗客
- おえんさん（1955年） - 仲買人
- 生きものの記録（1955年） - 中島一郎（長男）
- 33号車応答なし（1955年）- バーの客
- 歌え!青春 はりきり娘（1955年） - 検査員
- 花嫁会議（1956年） - 新聞記者
- 社長シリーズ
  - へそくり社長（1956年）- 往診の医者
  - 社長太平記（1958年）- 本多
  - 続・社長道中記（1961年）- 守衛
  - 社長洋行記（1962年）- CM制作会社社員
  - 続・社長繁盛記（1968年） - 守衛
- 大暴れチャッチャ娘（1956年）- 車掌
- 驟雨（1956年） - ラジオ屋の若主人
- 彼奴を逃すな（1956年） - 松永運転手
- 女房族は訴える（1956年） - 岩見（弥太郎の旧部下）
- チエミの婦人靴（1956年） - 本屋の店主
- 東京の人さようなら（1956年） - 巡査
- 恐怖の逃亡（1956年） - 岩崎甚一
- ロマンス娘（1956年） - 宝塚劇場の男
- 兄とその妹（1956年） - 巡査
- おかしな奴（1956年） - 中国人ボーイ
- 天上大風（1956年） - 岩田
- 妻の心（1956年）- 施工業者
- 暗黒街（1956年） - 交番の巡査
- イカサマ紳士録（1956年）- 出資者のひとり
  - 続イカサマ紳士録 おとぼけ放射能（1956年）- 出資者のひとり
- 鬼火（1956年） - アイスキャンディー屋
- 流れる（1956年） - 車屋
- 山と川のある町（1957年） - 佐藤（番頭）
- 御用聞き物語（1957年） - 助さん（クリーニング屋の職人）
  - 続御用聞き物語（1957年） - 助（ホワイト軒職人）
- 蜘蛛巣城（1957年） - 鷲津の郎党
- 地球防衛軍（1957年） - 宮本警部[2][9]
- 大番（1957年） - 弁五郎
- 眠狂四郎無頼控 第二話 円月殺法（1957年） - 雛屋左園
- 三十六人の乗客（1957年） - ドンガメの仁吉
- 山鳩（1957年） - 車掌
- 憎いもの（1957年） - 近藤（番頭）
- 恐怖の弾痕（1957年） - 仙石荘の番頭
- 危険な英雄（1957年） - 記者の岩田
- 夜の鴎（1957年） - 佐山（番頭）
- 森繁の僕は美容師（1957年） - 鳴夫（沙羅子の夫）
- 青い山脈（1957年） - チョビヒゲの男
  - 続青い山脈（1957年） - チョビヒゲの男
- 下町（1957年） - 人夫
- 狙われた娘（1957年） - 社員
- あらくれ（1957年）- 小野田洋品店職人
- 重役の椅子（1958年）- 松岡（極東商事総務課員）
- 弥次喜多道中記（1958年）- 百姓
- 花の慕情（1958年）- 鉱泉宿の亭主
- 続々サラリーマン出世太閤記（1958年）- 丹波（同僚のセールスマン）
- 杏っ子（1958年）- 飲み屋の客
- 鰯雲（1958年）- 集金人
- 結婚のすべて（1958年）- 結婚相談所の所長
- 隠し砦の三悪人（1958年） - 橋の関所番卒
- 変身人間シリーズ
  - 美女と液体人間（1958年） - 運転手[7]
  - 電送人間（1960年） - 本田次席[7][2]
- 旅姿鼠小僧（1958年）- 枡屋の番頭
- 裸の大将（1958年）- ながさん
- 弥次喜多道中双六（1958年）- とんだ茶釜
- 手錠をかけろ（1959年）- 麗永荘の管理人
- 大学のお姐ちゃん（1959年）- 洋品店の店員
- 私は貝になりたい（1959年）- 滝田上等兵
- 或る剣豪の生涯（1959年）- 阿国歌舞伎の観客
- コタンの口笛（1959年）- 飲み屋の主人
- 野獣死すべし（1959年）- タクシー運転手
- 若い恋人たち（1959年）- 観光客
- 日本誕生（1959年） - 大和国の民[10]
- 狐と狸（1959年）- 英夫（米田権之助の息子）
- 銀座のお姐ちゃん（1959年）- 田辺
- 恐るべき火遊び（1959年）- 中年の医師
- 暗黒街の対決（1960年） - みよし乃店主
- 女が階段を上る時（1960年） - 吉川（呉服屋店員）
- 現代サラリーマン読本 恋愛武士道（1960年） - 秘書松本
- 僕は独身社員（1960年） - 清風荘の管理人
- 国定忠治（1960年） - 百姓
- 羽織の大将（1960年） - 桂楽馬
- 新・三等重役 - 永田正吉
  - 新・三等重役 当るも八卦の巻（1960年）
  - 新・三等重役 亭主教育の巻（1960年）
- 悪い奴ほどよく眠る（1960年） - 接待係
- 黒い画集 あるサラリーマンの証言（1960年） - 古川（管財課員）
- ハワイ・ミッドウェイ大海空戦　太平洋の嵐（1960年） - 電報配達[7]
- サラリーマン御意見帖 出世無用（1960年） - 司法主任
- 青い野獣（1960年） - 相原
- ふんどし医者（1960年） - 百姓勘治
- 男隊男（1960年） - 和田
- 大空の野郎ども（1960年） - 浜野
- がめつい奴（1960年） - 神田
- 金づくり太閤記（1960年） - 西川武久
- 銀座の恋人たち（1961年）- 権八
- 若い狼（1961年）- 吉村（脇村製本所労組員）
- 南の風と海（1961年）- 節男
- 背広三四郎シリーズ - カメラ店主人
  - 背広三四郎 男は度胸（1961年）
  - 背広三四郎 花の一本背負い（1961年）
- 別れて生きるときも（1961年）- 広告社の主任
- 続サラリーマン弥次喜多道中（1961年）- 飯岡
- アワモリ君シリーズ - 轟商事課長
  - アワモリ君売出す（1961年）
  - アワモリ君乾杯!（1961年）
- 真紅の男（1961年）- 蒲団屋
- 二人の息子（1961年）- 代書屋の主人
- 暗黒街撃滅命令（1961年）- 石山医師
- 用心棒（1961年）- 清兵衛の子分 坂下の松吉
- 妻として女として（1961年）- 電気屋
- 若大将シリーズ
  - 大学の若大将（1961年） - 板前の兼さん
  - 銀座の若大将（1962年） - 大原（ホテル万座の支配人）
  - 日本一の若大将（1962年） - 水上スキー大会の司会者
  - リオの若大将（1968年） - 木村課長
  - フレッシュマン若大将（1969年）- 事故調査員
- ゲンと不動明王（1961年）- 通りすがりのひと
- 椿三十郎（1962年） - 菊井の配下A
- 香港の星（1962年）- おでん屋のオヤジ
- 箱根山（1962年）- かかりつけの医者
- 豚と金魚（1962年）- 須藤一郎
- 高校生と女教師 非情の青春（1962年）- 巡査
- 僕たちの失敗（1962年）- 杉本
- サラリーマン権三と助十恋愛交叉点（1962年）- 巡査
- にっぽん実話時代（1963年）- 大東洋印刷の主任
- 天国と地獄（1963年） - 青木（権藤家の運転手）[1][3]
- 青島要塞爆撃命令（1963年） - 初老の男[7]
- 日本一シリーズ
  - 日本一の色男（1963年）- 女子高の教頭
  - 日本一のゴマすり男（1965年） - 山岡
  - 日本一の男の中の男（1967年） - 売り場主任
- ホノルル・東京・香港（1963年）- インチキガイド
- 太陽は呼んでいる（1963年）- 行商人
- 大盗賊（1963年）- 町長
- クレージー作戦シリーズ
  - クレージー作戦 先手必勝（1963年）- 亀岡（ピントカメラ部長）
  - クレージー作戦 くたばれ!無責任（1963年） - 倉持重役
  - クレージーだよ奇想天外（1967年） - マンションの警官
  - クレージー黄金作戦（1967年） - 煎餅屋の番頭
  - クレージーの怪盗ジバコ（1967年） - 東西観光人事部長
  - クレージーだよ天下無敵（1967年） - 警官
  - クレージーのぶちゃむくれ大発見（1969年） - 大木広告社宣伝部長
- 女の歴史（1963年）- 材木問屋の番頭
- 恐怖の時間（1964年）- 佐野係長
- 裸の重役（1964年）- 部員
- 男嫌い (1964年)
- 悪の紋章（1964年）- 節子の叔父
- がらくた（1964年）- 富蔵
- 西の王将東の大将（1964年）- 太田人事課長
  - 続西の王将東の大将（1965年）-　清水精機工場長
- 団地・七つの大罪（1964年）- 佐藤修吉
- 乱れる（1964年） - 商店主
- 花のお江戸の無責任（1964年） - お菊の父親
- 陽のあたる椅子（1965年）- 梶山経理課係長
- ここから始まる（1965年）- 岡村家の職人
- 赤ひげ（1965年） - 長屋の住人
- 太平洋奇跡の作戦 キスカ（1965年）- 佐野一曹[7]
- フランケンシュタイン対地底怪獣（1965年） - 病院事務長[1][2]
- 香港の白い薔薇（1965年） - 高島物産油脂課主任
- 戦場にながれる歌（1965年） - 小野寺准尉
- 悪の階段（1965年） - 派出所の巡査
- 馬鹿と鋏（1965年） - ビルの管理人
- 女の中にいる他人（1966年）- 旅館の番頭
- ひき逃げ（1966年）　-　菅井清（運転手）
- 狸シリーズ
  - 狸の王様（1966年） - 黒沼（宝石鑑定人）
  - 狸の休日（1966年） - 屋台のおやじ
- あこがれ（1966年） - 東洋軒のおやじ
- 沈丁花（1966年)
- 東宝8.15シリーズ
  - 日本のいちばん長い日（1967年） - 佐野恵作
  - 連合艦隊司令長官 山本五十六（1968年） - 宴席の男
  - 日本海大海戦（1969年） - 早船の漁夫
  - 激動の昭和史 軍閥（1970年） - 後藤
  - 激動の昭和史 沖縄決戦（1971年） - 亀甲墓の父[7]
- 落語野郎 大爆笑（1967年） - 文吉
- 続・何処へ（1967年） - 教師
- 爆笑野郎 大事件（1967年） -戸上 （販売店主）
- 乱れ雲（1967年） - 源さん（しのへ旅館の番頭）
- 燃えろ！太陽（1967年） - 教師
- めぐりあい（1968年） - 渡辺
- 兄貴の恋人（1968年）- 北川鉄平の上司
- 空想天国（1968年） - 山村守衛長
- 俺たちの荒野（1969年） - サウナ風呂のおやじ
- コント55号 人類の大弱点（1969年） - 旭光産業経理重役
- コント55号 俺は忍者の孫の孫（1969年） - 警察署係官
- 水戸黄門漫遊記（1969年） - 本陣の亭主
- 大日本スリ集団（1969年） - 中西
- 待ち伏せ（1970年） - 帳場の人
- バツグン女子高生16才は感じちゃう（1970年） - 佐藤
- 初めての旅（1971年） - 呉服屋
- 夕日くんサラリーマン脱出作戦（1971年） - 高井

### テレビ
- ウルトラシリーズ（TBS / 円谷プロ）
  - ウルトラQ
    - 第16話「ガラモンの逆襲」（1966年） - 東南大学の守衛
    - 第28話「あけてくれ!」（1967年） - 課長

  - ウルトラマン 第29話「地底への挑戦」（1967年） - 秋田（大田山炭鉱夫）
  - ウルトラセブン 第7話「宇宙囚人303」（1967年） - 水島
- でっかい青春（1967年 - 1968年） - 木原保の父親
- 昔三九郎（1968年）
  - 第5話「鼠小僧御用」
  - 第13話「刀が夜泣きする」
- 五人の野武士 第12話「十三人の盗賊」（1968年）
- 東京バイパス指令 第49話「死刑台は硫酸槽だ!」（1969年）
- 夫よ男よ強くなれ 第4話「さぁ離婚しましょう」（1969年）
- 鬼平犯科帳 第45話「夜鷹殺し」（1970年、NET / 東宝） - 三次郎
- 火曜日の女シリーズ「人喰い」（1970年、NTV）
- 大忠臣蔵（1971年） - 赤穂の町人
- ジキルとハイド 第9話「天使の仮面」（1973年）
- 宇宙の勇者 スターウルフ 第24話「大宇宙・宿命の対決」（1978年、NTV / 円谷プロ）[3][注釈 4]
- 大激闘マッドポリス'80 第15話「005便で来たスナイパー」（1980年、NTV / 東映）